# Pierre Caillet (rugby à XV)
Pour les articles homonymes, voir Pierre Caillet et Caillet.

a Compétitions nationales et continentales officielles uniquement.

Pierre Caillet, né le 17 août 1980 à La Mure (Isère), est un joueur français de rugby à XV qui évolue au poste de troisième ligne centre.

## Biographie

### Carrière de joueur
Pierre Caillet est originaire de La Mure dans le département de l'Isère.
Formé au CA Brive, il joue ses premiers matchs professionnels avec son club formateur, notamment lors de la saison 2000-2001. Il rejoint ensuite le club anglais de Gloucester.
Il fait son retour en France la saison suivante, sous le maillot du CS Bourgoin-Jallieu en Top 16 de 2002 à 2004 où il dispute la H Cup.
Il rejoint ensuite le club des Sale Sharks en championnat d'Angleterre avec lequel il remporte notamment le challenge européen en 2005.
À nouveau de retour en France, il joue tout d'abord avec l'AS Béziers.
Lors de la saison 2006-2007, il part pour les Landes, intégrant le club du Stade montois. Il signe par la suite avec le club voisin, l'Union sportive dacquoise, évoluant pendant deux saisons en Top 14.
Il joue par la suite avec le Tarbes PR et l'US Carcassonne, avant de faire son retour à l'AS Béziers.

### Carrière d'entraîneur
Après sa retraite de joueur, il travaille pour le centre de formation de son dernier club, l'AS Béziers. Alors qu'il occupait le poste de directeur-adjoint, Caillet est appelé à rejoindre en janvier 2020 le groupe d'entraîneurs de l'équipe professionnelle et prend ainsi en charge les lignes avants et la touche.
La saison suivante, il dirige les entraînements de l'équipe professionnelle pour les dernières semaines de championnat, après la mise en recul de David Aucagne, il est par la suite retenu pour prendre le poste à titre définitif pour la saison 2021-2022.

## Palmarès
- Championnat de France :
  - Demi-finaliste (1) : 2004 avec le CS Bourgoin-Jallieu.
- Championnat d'Angleterre :
  - Demi-finaliste (1) : 2005 avec les Sale Sharks.
- Challenge européen :
  - Vainqueur (1) : 2005 avec les Sale Sharks.